# Johanneskirche (Troisdorf)

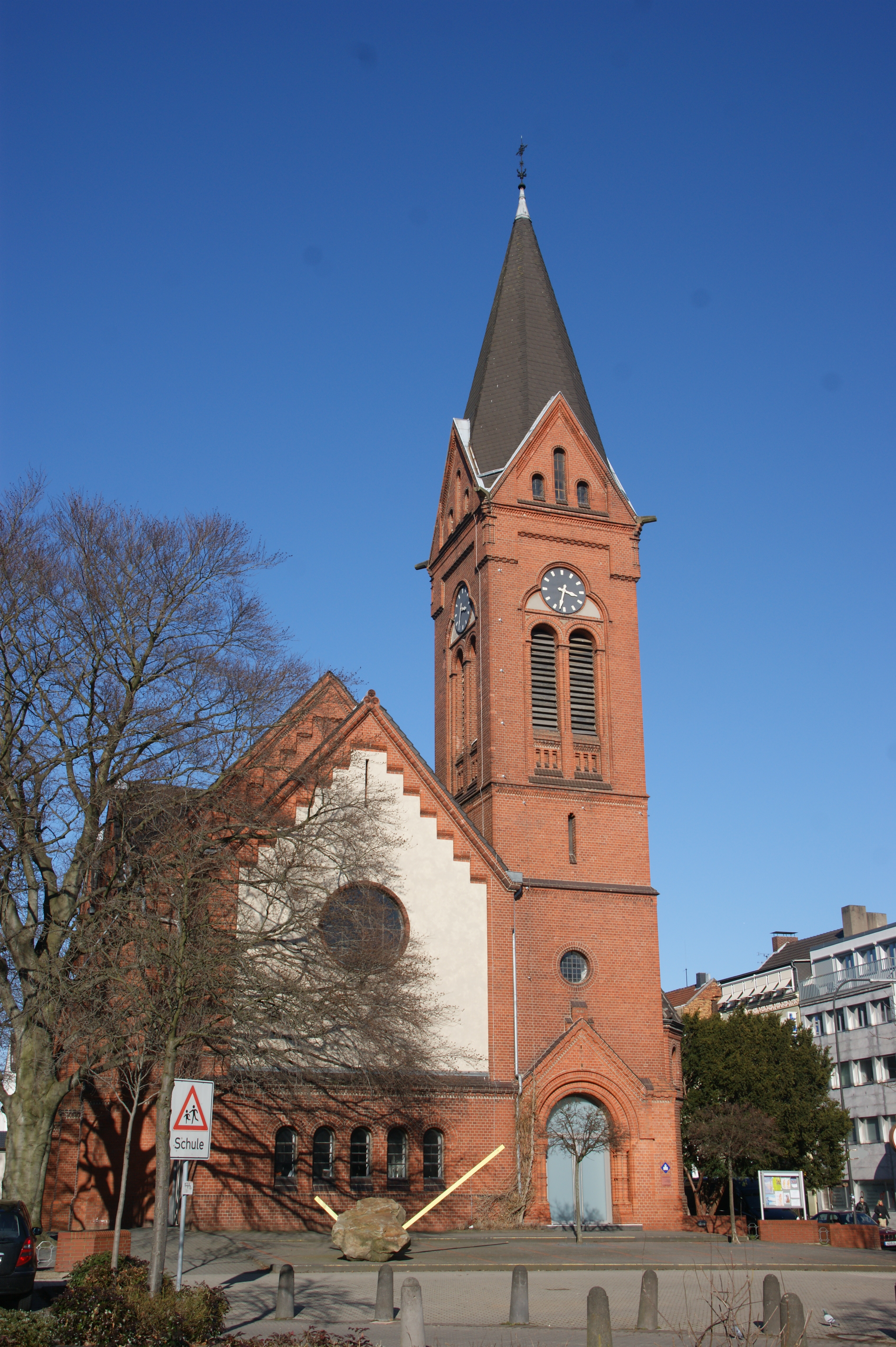
Evangelische Johanneskirche in Troisdorf

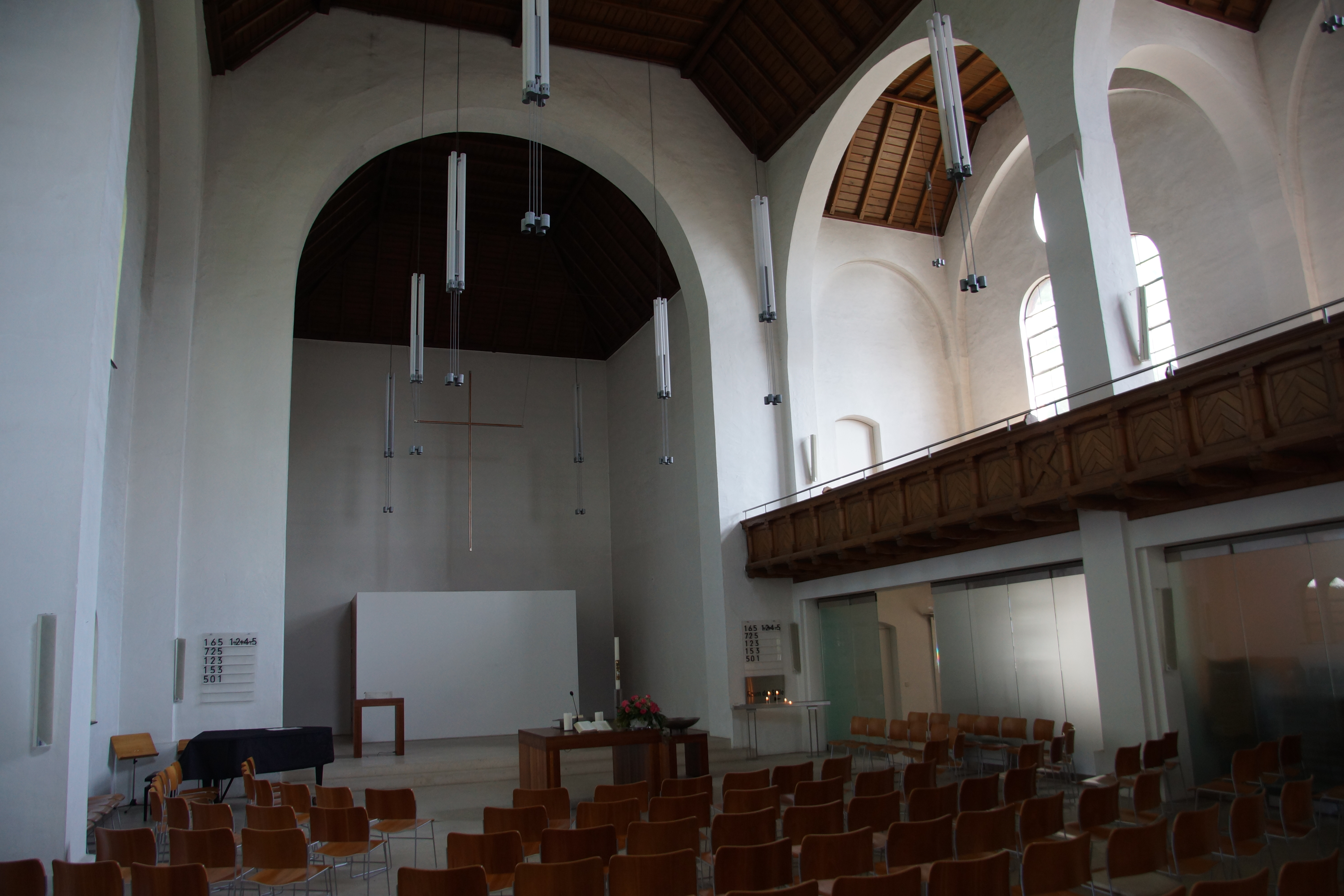
Johanneskirche Troisdorf (Innenraum)

Die Johanneskirche (auch Stadtkirche) ist eine evangelische Kirche in Troisdorf-Mitte, einem Stadtteil von Troisdorf im nordrhein-westfälischen Rhein-Sieg-Kreis. Neben dem Dietrich-Bonhoeffer-Haus in Friedrich-Wilhelms-Hütte ist sie eine der Predigtstätten der Kirchengemeinde Troisdorf im Kirchenkreis An Sieg und Rhein der Evangelischen Kirche im Rheinland.

## Baugeschichte
Die Kirche wurde in den Jahren 1901 bis 1904 nach Plänen des Elberfelder Architekten  Adolf Cornehls im neoromanischen Stil erbaut und bereits Ende 1903 in Dienst genommen. Nach der nur notdürftigen Behebung schwerer Kriegsschäden entschloss man sich 1956 zu einer grundsätzlichen Neugestaltung des Innenraums mit vollständiger Entfernung aller historistischen Einbauten und Einrichtungsgegenstände.
Zwischen 2000 und 2001 wurde die Kirche, insbesondere der Innenraum, noch einmal völlig verändert. Die Umgestaltung zur „Stadtkirche“ mit multifunktionalen Aufgaben (Gottesdienste, Ausstellungen, Konzerte) war das Ergebnis eines vom evangelischen Landeskirchenamt in Düsseldorf ausgelobten und von dem Bonner Architektenbüro Martini Architekten 1999 gewonnenen Wettbewerbs.

## Ausstattung
Der Altar wurde in die Mitte des Kirchenraums gerückt und ist – ebenso wie Taufbecken und Lesepult – leicht beweglich. Dadurch kann der gesamte Kirchenraum bei Konzerten oder Ausstellungen genutzt werden. Einzelne Bereiche des Innenraums können mit Hilfe von Glaselementen flexibel abgetrennt werden. Helle Wände sowie durchsichtiges und  satiniertes Glas verleihen der Kirche eine lichte Atmosphäre.
Im Eingangsbereich wurde ein Kirchencafé geschaffen, unter der Seitenempore eine Küche eingerichtet sowie ein Raum der Stille integriert.
Die Johanneskirche ist die erste Kirche in der Evangelischen Kirche im Rheinland, der das Signet „Offene Kirche“ verliehen wurde.

## Denkmalschutz
Die evangelische Johanneskirche wurde unter der Nummer A259 in die Denkmalliste der Stadt Troisdorf eingetragen.